# St Benet Gracechurch

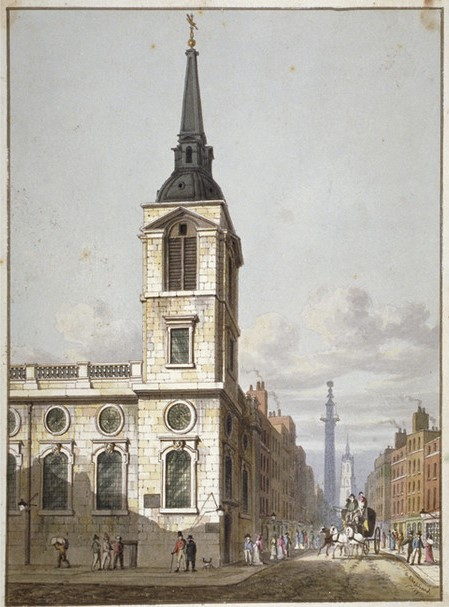
St Benet Gracechurch (George Shepherd, 1811)

St Benet Gracechurch war eine der 50 Wren-Kirchen im Londoner Innenstadtbezirk City of London. Die dem Hl. Benedikt gewidmete Kirche führte ihren Zusatznamen (ursprünglich Grass Church) von ihrer Nähe zum mittelalterlichen Heumarkt. Die 1681 errichtete Kirche wurde 1868 abgebrochen.

## Geschichte
Eine Kirche in Gracechurch Street ist erstmals für das Jahr 1053 belegt, als die Rechte an ihr der Kathedrale von Canterbury übertragen wurden. Bei Umbauarbeiten erhielt der Kirchturm 1625 einen neuen Aufbau. Im Zuge der puritanischen Reformation und dem Bildersturm unter Oliver Cromwell wurde die zwischen 1630 und 1633 renovierte Kirche 1642 purifiziert. Beim Großen Brand von London 1666 zerstört, wurde die Kirche anschließend von 1681 bis 1686 durch Christopher Wren wiederaufgebaut, der bleigedeckte, aus einer Kuppel und aufgesetztem Obelisken bestehende Turmhelm wurde im darauffolgenden Jahr errichtet.
Die in städtebaulich wirksamer Lage erbaute Kirche war als einfache Saalkirche in den Formen des englischen Barockklassizismus errichtet, ihre Ecksituation war durch den markanten, in den Kirchenbau integrierten Kirchturm betont. Der schlichte, nicht unterteilte und nur mit einer schmalen Westempore ausgestattete Innenraum war mit einer gewölbten Decke geschlossen.
Ein 1860 verabschiedetes Gesetz zur Reduktion der Zahl der Pfarrkirchen in der Londoner Innenstadt (Union of the Benefices Act) führte 1868 zum Abbruch der Kirche Wrens, um die vorbeiführende Gracechurch Street zu erweitern. Ihre Pfarrei wurde mit der benachbarten von All Hallows Lombard Street zusammengelegt, während Teile der Ausstattung nach St Olave Hart Street übertragen wurden.

## Literarisches
In dem Roman Stolz und Vorurteil von Jane Austen findet die Heirat zwischen Lydia Bennet und Mr Wickham – vielleicht in bewusster Assoziation auf den Familiennamen der Braut – in St Benet Gracechurch statt.